# Lyons (Illinois)
Lyons és una població dels Estats Units a l'estat d'Illinois. Segons el cens del 2000 tenia 10.255 habitants.

## Demografia
Segons el cens del 2000, Lyons tenia 10.255 habitants, 4.032 habitatges, i 2.556 famílies. La densitat de població era de 1.791,6 habitants/km².
Dels 4.032 habitatges en un 30% hi vivien nens de menys de 18 anys, en un 45,8% hi vivien parelles casades, en un 12,5% dones solteres, i en un 36,6% no eren unitats familiars. En el 30% dels habitatges hi vivien persones soles l'11,4% de les quals corresponia a persones de 65 anys o més que vivien soles. El nombre mitjà de persones vivint en cada habitatge era de 2,54 i el nombre mitjà de persones que vivien en cada família era de 3,21.
Per edats la població es repartia de la següent manera: un 24,2% tenia menys de 18 anys, un 9% entre 18 i 24, un 32,7% entre 25 i 44, un 21,1% de 45 a 60 i un 13% 65 anys o més.
L'edat mediana era de 36 anys. Per cada 100 dones de 18 o més anys hi havia 97,3 homes.
La renda mediana per habitatge era de 44.306 $ i la renda mediana per família de 51.384 $. Els homes tenien una renda mediana de 37.076 $ mentre que les dones 28.627 $. La renda per capita de la població era de 20.172 $. Aproximadament el 4,4% de les famílies i el 6,3% de la població estaven per davall del llindar de pobresa.

## Poblacions properes
El següent diagrama mostra les poblacions més properes.